# Ficus trivia
Ficus trivia är en mullbärsväxtart som beskrevs av Edred John Henry Corner. Ficus trivia ingår i släktet fikonsläktet, och familjen mullbärsväxter. Utöver nominatformen finns också underarten F. t. laevigata.